# Луций Косоний Егий Марул
Луций Косоний Егий Марул (на латински: Lucius Cossonius Eggius Marullus) e политик и сенатор на Римската империя през 2 век.

## Биография
Егий Марул произлиза от Aeclanum, град на самнитските хирпини наблизо до Беневентум. Внук е на Луций Егий Марул (суфектконсул 111 г.).
През 184 г. Егий Марул е консул заедно с Гней Папирий Елиан. През 198/199 г. той е проконсул на провинция Африка. Неговият син Косоний Сципион Орфит е при него легат.